# Pau Navarro
Navarro  Badenes est un nom espagnol. Le premier nom de famille, en général paternel, est Navarro ; le second, en général maternel, souvent omis, est Badenes.
Pour les articles homonymes, voir Navarro (homonymie).
 Pau Navarro Badenes, né le 25 avril 2005 à La Vilavella, est un footballeur espagnol qui joue au poste de défenseur central au Villarreal CF.

## Biographie

### Carrière en club
Navarro fait ses classes au sein du centre de formation du Villarreal CF et fait ses débuts avec l’équipe C le 24 septembre 2023, lors d’un match de Tercera Federación remporté 5-1 face au CD Acero. Le 5 novembre, il marque son premier but contre le CF Gandía, puis intègre l’équipe B une semaine plus tard, disputant un match de Segunda División se terminant par une victoire 1-0 contre Tenerife,.
Il accède à l’équipe première le 26 septembre 2024, lors d’un déplacement de championnat d'Espagne lors duquel Villarreal s’impose 2-1 face à l’Espanyol de Barcelone.

### En sélection
Il dispute un match avec l'équipe d'Espagne des moins de 19 ans, en amical contre la Norvège.

## Statistiques
| Saison                | Club                  | Championnat           | Championnat | Championnat | Championnat | Coupe(s) nationale(s) | Coupe(s) nationale(s) | Coupe(s) nationale(s) | Compétition(s) continentale(s) | Compétition(s) continentale(s) | Compétition(s) continentale(s) | Compétition(s) continentale(s) | Total | Total | Total |
| Saison                | Club                  | Division              | M.          | B.          | P.d.        | M.                    | B.                    | P.d.                  | Comp.                          | M.                             | B.                             | P.d.                           | M.    | B.    | P.d.  |
| 2023-2024             | Villarreal CF C       | Tercera Federación    | 12          | 2           | -           | -                     | -                     | -                     | -                              | -                              | -                              | -                              | 12    | 2     | 0     |
| Sous-total            | Sous-total            | Sous-total            | 12          | 2           | -           | -                     | -                     | -                     | -                              | -                              | -                              | -                              | 12    | 2     | 0     |
| 2023-2024             | Villarreal CF B       | Segunda División      | 13          | 1           | 0           | -                     | -                     | -                     | -                              | -                              | -                              | -                              | 13    | 1     | 0     |
| 2024-2025             | Villarreal CF B       | Primera Federación    | 4           | 0           | 0           | -                     | -                     | -                     | -                              | -                              | -                              | -                              | 4     | 0     | 0     |
| Sous-total            | Sous-total            | Sous-total            | 17          | 1           | 0           | -                     | -                     | -                     | -                              | -                              | -                              | -                              | 17    | 1     | 0     |
| 2024-2025             | Villarreal CF         | La Liga               | 10          | 0           | 0           | 2                     | 0                     | 0                     | -                              | -                              | -                              | -                              | 12    | 0     | 0     |
| Total sur la carrière | Total sur la carrière | Total sur la carrière | 39          | 3           | 0           | 2                     | 0                     | 0                     | -                              | 0                              | 0                              | 0                              | 41    | 3     | 0     |